# Kozłowice Nowe (gromada)
Kozłowice Nowe – dawna gromada, czyli najmniejsza jednostka podziału terytorialnego Polskiej Rzeczypospolitej Ludowej w latach 1954–1972.
Gromady, z gromadzkimi radami narodowymi (GRN) jako organami władzy najniższego stopnia na wsi, funkcjonowały od reformy reorganizującej administrację wiejską przeprowadzonej jesienią 1954 do momentu ich zniesienia z dniem 1 stycznia 1973, tym samym wypierając organizację gminną w latach 1954–1972.
Gromadę Kozłowice Nowe z siedzibą GRN w Kozłowicach Nowych (w obecnym brzmieniu: Nowe Kozłowice) utworzono – jako jedną z 8759 gromad na obszarze Polski – w powiecie grodziskomazowieckim w woj. warszawskim, na mocy uchwały nr VI/10/4/54 WRN w Warszawie z dnia 5 października 1954. W skład jednostki weszły obszary dotychczasowych gromad Feliksów, Grądy, Kozłowice Nowe, Kozłowice Stare i Teklinów ze zniesionej gminy Żyrardów-Wiskitki w tymże powiecie. Dla gromady ustalono 16 członków gromadzkiej rady narodowej.
1 stycznia 1959 z gromady Kozłowice Nowe wyłączono część obszaru wsi Kozłowice Stare (tzw. "Przydatki") o powierzchni około 100 ha, włączając ją do miasta Żyrardów (powiat miejski) w tymże województwie.
31 grudnia 1959 z gromady Kozłowice Nowe wyłączono wsie Grądy i Teklinów, włączając je do gromady Międzyborów w tymże powiecie, po czym gromadę Kozłowice Nowe zniesiono a jej (pozostały) obszar włączono do gromady Wiskitki tamże.